# Harum Scarum (filme)
Harum Scarum (no Brasil, Feriado no Harém), é um filme de comédia romântica de 1965, dirigido por Gene Nelson e protagonizado por Elvis Presley.

## Sinopse
Johnny Tyronne (Elvis Presley) é um cantor famoso que viaja para Lunarkand, país fictício do Oriente Médio, para fazer shows. Ao chegar lá, Johnny é sequestrado por bandidos que o obrigam a matar o Rei Toranshah (Philip Reed). Ao conseguir escapar, Johnny se depara com trombadinhas e várias mulheres, até encontrar uma empregada (Mary Ann Mobley), por quem se apaixona. A empregada na verdade é Shalimar, a filha do Rei, que sempre procura esconder sua identidade. Ao ganhar o coração da Princesa, Johnny desiste de matar o Rei e volta para os Estados Unidos, com um show em Las Vegas e dançarinas do Harém.

## Elenco
- Elvis Presley: Johnny Tyronne
- Mary Ann Mobley: Princesa Shalimar
- Fran Jeffries: Aishah
- Michael Ansara: Príncipe Dragna
- Jay Novello: Zacha
- Philip Reed: Rei Toranshah
- Theo Marcuse: Sinan
- Billy Barty: Baba
- Dirk Harvey: Mokar
- Jack Costanzo: Julna
- Larry Chance: Capitão Herat
- Barbara Werle: Leilah
- Brenda Benét: Emerald
- Gail Gilmore: Sapphire
- Wilda Taylor: Amethyst
- Vicki Malkin: Sari
- Ryck Rydon: Mustapha
- Joey Russo: Yussef

## Informações
O filme foi rodado no mesmo set de The King of Kings de Cecil B. DeMille, em apenas dezoito dias. Nele também há algumas referências com o filme The Sheik (1925) de Rudolph Valentino. Harum Scarum arrecadou 2 milhões de dólares nas bilheterias americanas.
Presley e seu agente, Tom Parker, ficaram extremamente desapontados com o roteiro do filme. O cantor esperava que fosse um filme mais sério e Parker deu a ideia de incluir um camelo falante, para que o público pensasse que fosse uma comédia. A ideia foi descartada de última hora.